# Соль Мора
Сульфа́т аммо́ния-желе́за(II) (соль Мо́ра) — неорганическое соединение, двойная сернокислая соль железа и аммония с формулой Fe(NH4)2(SO4)2.

## Нахождение в природе
В природе сульфат аммония-железа встречается в виде редкого минерала морита.

## Физические свойства
Химическая формула: FeSO4·(NH4)2SO4·6H2O (или Fe(NH4)2(SO4)2·6H2O). Представляет собой неярко сине-зелёные моноклинные кристаллы. Растворяется в воде. Растворимость соли Мора в воде равна 21,6 г безводного вещества в 100 г воды при 20 °C. В кислоте растворимость несколько больше. Устойчива на воздухе. Парамагнетик. Соль Мора используется в медицине (добавляется в пищу, или в виде фармакопейного препарата, при нехватке в организме больного железа), для определения уробилина, в фармацевтике.

## Получение
В лаборатории получают выпариванием раствора свежеприготовленного сульфата железа (+2) {\displaystyle {\ce {FeSO_4}}}, к которому был прилит насыщенный горячий раствор сульфата аммония {\displaystyle {\ce {(NH_4)_2SO_4}}}.

## Применение
Соль Мора применяется в научно-исследовательских работах и химических лабораториях как удобная форма препарата железа(II): для определения концентрации (титра) перманганата калия в растворах, при определении концентраций хрома и ванадия в растворах этилового спирта и эфира. В растворах ион Fe2+ даже слабыми окислителями легко окисляется до Fe3+.
Также, в виде концентрированных растворов, применяется для пропитки древесины для защиты её от гниения. Имеет и другие применения.
Соль названа в честь немецкого химика Карла Фридриха Мора (1809—1879).